# کامری
کامری (به ایتالیایی: Cameri) یک کومونه در ایتالیا است که در استان نووارا واقع شده‌است.

## خصوصیات
کامری ۳۹٫۶ کیلومترمربع مساحت و ۱۱٬۰۳۳ نفر جمعیت دارد و ۱۶۱ متر بالاتر از سطح دریا واقع شده‌است.